# Mascotte (Florida)
Mascotte è una città degli Stati Uniti d'America situata in Florida, nella Contea di Lake.